# Pókszöcske
A pókszöcskék (Poecilimon) a fürgeszöcskefélék családjának egyik neme. Az ide tartozó fajok Közép- és Délkelet-Európában, valamint Nyugat- és Közép-Ázsiában élnek, egészen az Altaj-hegységig.

## Jellemzőik
A pókszöcskék a többi szöcskéhez hasonlóan többnyire zöldek, de elég gyakoriak a körükben az élénk színek. A szemtől gyakran sötét csík indul hátrafelé, amely túlnyúlhat a torpajzson is. A torpajzs gyakran fényes és sima, felül lekerekített. Szárnyuk általában csökevényes, a nőstények pedig teljesen szárnyatlanok. A hímek potrohfüggelékei (cercus) nagyon különbözőek, de a nőstényeknél mindig többé-kevésbé kúpos. A tojócső mindig egyenes és enyhén felfelé görbülő, fogazott. A csápok egyszínűek vagy gyűrűzöttek, és körülbelül háromszor hosszabbak a testnél. 

## Fajok
A nembe több mint 140 faj tartozik. Magyarországon 4 faj képviseli, a Brunner-pókszöcske, a Fuss-pókszöcske, a keleti pókszöcske és a Schmidt-pókszöcske, valamennyi védett.

### HamatopoecilimonHeller, 2011alnem
1. Poecilimon deplanatus Brunner von Wattenwyl, 1891
2. Poecilimon hamatus Brunner von Wattenwyl, 1878
3. Poecilimon ikariensis Willemse, 1982
4. Poecilimon klausgerhardi Fontana, 2004
5. Poecilimon paros Heller & Reinhold, 1992
6. Poecilimon unispinosus Brunner von Wattenwyl, 1878

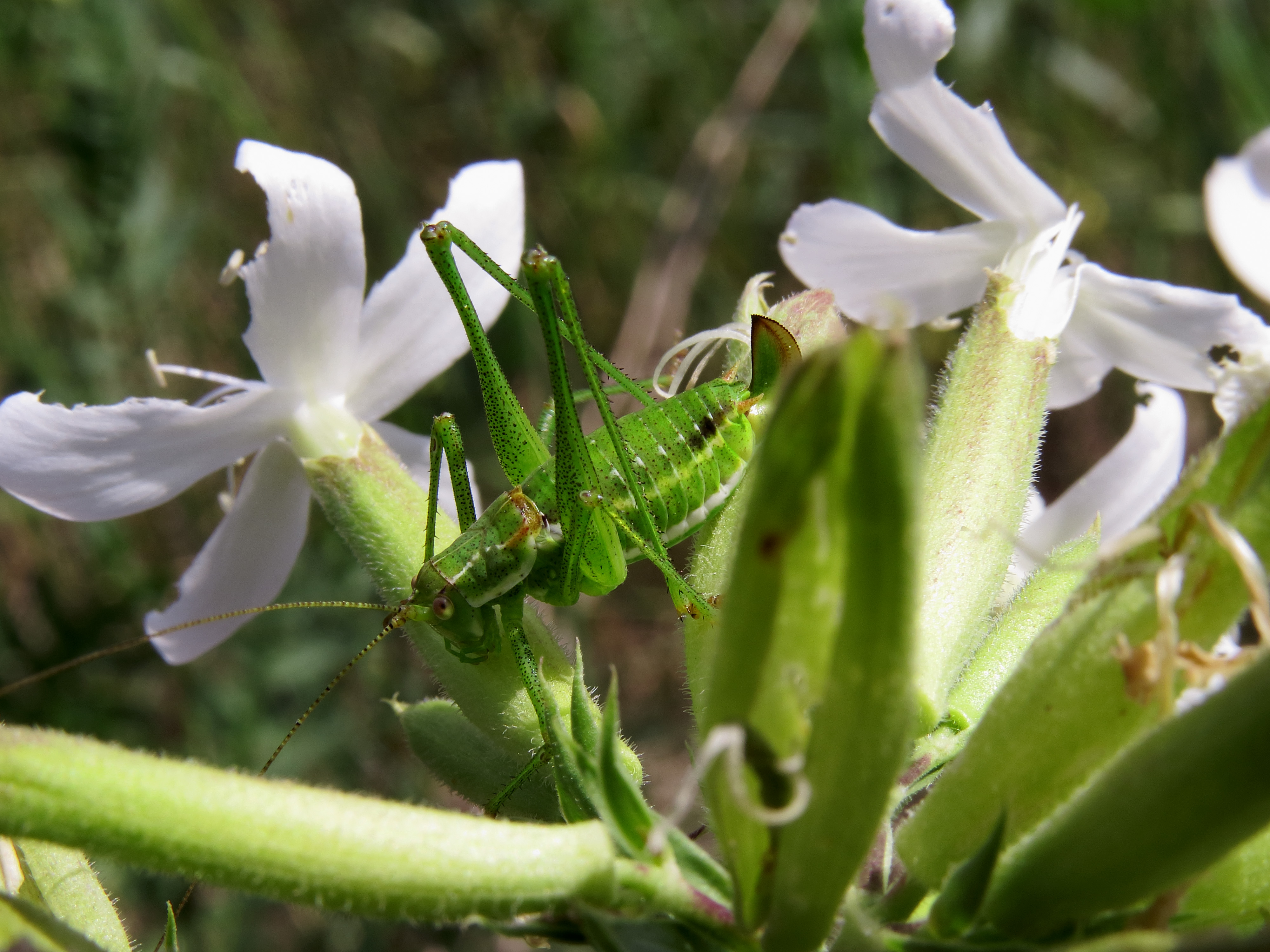
Keleti pókszöcske

### PoecilimonFischer, 1853alnem
ampliatus Brunner von Wattenwyl, 1878 fajcsoport
1. Poecilimon amissus Brunner von Wattenwyl, 1878
2. Poecilimon ampliatus Brunner von Wattenwyl, 1878
3. Poecilimon ataturki Ünal, 1999
4. Poecilimon ebneri Ramme, 1933
5. Poecilimon glandifer Karabag, 1950
6. Poecilimon intermedius (Fieber, 1853) - keleti pókszöcske
7. Poecilimon marmaraensis Naskrecki, 1991

armeniacus (Uvarov, 1921) fajcsoport
1. Poecilimon armeniacus (Uvarov, 1921)
2. Poecilimon eskishehirensis Ünal, 2003
3. Poecilimon excisus Karabag, 1950
4. Poecilimon ferwillemsei Ünal, 2010
5. Poecilimon harveyi Karabag, 1964
6. Poecilimon haydari Ramme, 1951
7. Poecilimon inopinatus Ünal, 2010
8. Poecilimon karabagi (Ramme, 1942)

bosphoricus Brunner von Wattenwyl, 1878 fajcsoport
1. Poecilimon athos Tilmans, Willemse & Willemse, 1989
2. Poecilimon bidens Retowski, 1889
3. Poecilimon bischoffi Ramme, 1933
4. Poecilimon bosphoricus Brunner von Wattenwyl, 1878
5. Poecilimon canakkale Kaya, Chobanov & Çiplak, 2015
6. Poecilimon cervus Karabag, 1950
7. Poecilimon demirsoyi Sevgili, 2001
8. Poecilimon diversus Ünal, 2010
9. Poecilimon djakonovi Miram, 1938
10. Poecilimon geoktschajcus Stshelkanovtzev, 1910
11. Poecilimon heinrichi (Ramme, 1951)
12. Poecilimon istanbul Ünal, 2010
13. Poecilimon kocaki Ünal, 1999
14. Poecilimon miramae Ramme, 1933
15. Poecilimon naskrecki Ünal, 2001
16. Poecilimon oligacanthus Miram, 1938
17. Poecilimon pliginskii Miram, 1929
18. Poecilimon roseoviridis Chobanov & Kaya, 2012
19. Poecilimon scythicus Stshelkanovtzev, 1911
20. Poecilimon similis Retowski, 1889
21. Poecilimon sureyanus Uvarov, 1930
22. Poecilimon tauricus Retowski, 1888
23. Poecilimon turciae (Ramme, 1951)
24. Poecilimon turcicus Karabag, 1950
25. Poecilimon warchalowskae Chobanov, Kaya & Çiplak, 2015

celebi Karabag, 1953 fajcsoport
1. Poecilimon celebi Karabag, 1953
2. Poecilimon iucundus Ünal, 2003

concinnus Brunner von Wattenwyl, 1878 fajcsoport
1. Poecilimon cervoides Karabag, 1964
2. Poecilimon concinnus Brunner von Wattenwyl, 1878
3. Poecilimon hatti Ünal, 2004
4. Poecilimon longicercus Ünal, 2010
5. Poecilimon xenocercus Karabag, 1956

davisi Karabag, 1953 fajcsoport
1. Poecilimon davisi Karabag, 1953

elegans Brunner von Wattenwyl, 1878 fajcsoport
1. Poecilimon albolineatus Ingrisch & Pavićević, 2010
2. Poecilimon elegans Brunner von Wattenwyl, 1878

heroicus Stshelkanovtzev, 1911 fajcsoport
1. Poecilimon bifenestratus Miram, 1929
2. Poecilimon heroicus Stshelkanovtzev, 1911
3. Poecilimon tricuspis Miram, 1926
4. Poecilimon tschorochensis Adelung, 1907

inflatus Brunner von Wattenwyl, 1891 fajcsoport
1. Poecilimon antalyaensis (Karabag, 1975)
2. Poecilimon bilgeri Karabag, 1953
3. Poecilimon cretensis Werner, 1903
4. Poecilimon inflatus Brunner von Wattenwyl, 1891
5. Poecilimon isopterus Kaya & Chobanov, 2018
6. Poecilimon martinae Heller, 2004

jonicus (Fieber, 1853) fajcsoport
1. Poecilimon erimanthos Willemse & Heller, 1992
2. Poecilimon jonicus (Fieber, 1853)  – típusfaj
3. Poecilimon laevissimus (Fischer, 1853)
4. Poecilimon tessellatus (Fischer, 1853)
5. Poecilimon werneri Ramme, 1933

luschani Ramme, 1933 fajcsoport
1. Poecilimon egrigozi Ünal, 2005
2. Poecilimon helleri Boztepe, Kaya & Çiplak, 2013
3. Poecilimon ledereri Ramme, 1933
4. Poecilimon luschani Ramme, 1933
5. Poecilimon orbelicus Pančić, 1883
6. Poecilimon tuncayi Karabag, 1953

minutus Karabag, 1975 fajcsoport
1. Poecilimon doga Ünal, 2004
2. Poecilimon karakushi Ünal, 2003
3. Poecilimon minutus Karabag, 1975
4. Poecilimon solus Ünal, 2010

ornatus (Schmidt, 1850) fajcsoport
1. Poecilimon affinis (Frivaldszky, 1868)
2. Poecilimon artedentatus Heller, 1984
3. Poecilimon gracilioides Willemse & Heller, 1992
4. Poecilimon gracilis (Fieber, 1853)
5. Poecilimon hoelzeli Harz, 1966
6. Poecilimon jablanicensis Chobanov & Heller, 2010
7. Poecilimon nobilis Brunner von Wattenwyl, 1878
8. Poecilimon nonveilleri Ingrisch & Pavićević, 2010
9. Poecilimon obesus Brunner von Wattenwyl, 1878
10. Poecilimon ornatus (Schmidt, 1850)
11. Poecilimon pindos Willemse, 1982
12. Poecilimon pseudornatus Ingrisch & Pavićević, 2010
13. Poecilimon soulion Willemse, 1987

pergamicus Brunner von Wattenwyl, 1891 fajcsoport
1. Poecilimon kutahiensis Werner, 1901
2. Poecilimon pergamicus Brunner von Wattenwyl, 1891

propinquus Brunner von Wattenwyl, 1878 fajcsoport
1. Poecilimon aegaeus Werner, 1932
2. Poecilimon chopardi Ramme, 1933
3. Poecilimon gerlindae Lehmann, Willemse & Heller, 2006
4. Poecilimon mariannae Willemse & Heller, 1992
5. Poecilimon propinquus Brunner von Wattenwyl, 1878
6. Poecilimon thessalicus Brunner von Wattenwyl, 1891
7. Poecilimon veluchianus Ramme, 1933
8. Poecilimon zimmeri Ramme, 1933

sanctipauli Brunner von Wattenwyl, 1878 fajcsoport
1. Poecilimon lodosi Harz, 1975
2. Poecilimon mytilenensis Werner, 1932
3. Poecilimon pulcher Brunner von Wattenwyl, 1891
4. Poecilimon sanctipauli Brunner von Wattenwyl, 1878

syriacus Brunner von Wattenwyl, 1891 fajcsoport
1. Poecilimon adentatus Ramme, 1933
2. Poecilimon angulatus Uvarov, 1939
3. Poecilimon ege Ünal, 2005
4. Poecilimon ersisi Salman, 1978
5. Poecilimon izmirensis Ramme, 1933
6. Poecilimon karabukensis Ünal, 2003
7. Poecilimon obtusicercus Heller, Sevgili & Reinhold, 2008
8. Poecilimon serratus Karabag, 1962
9. Poecilimon syriacus Brunner von Wattenwyl, 1891
10. Poecilimon toros Ünal, 2003

zonatus Bolívar, 1899 fajcsoport
1. Poecilimon azizsancar Sevgili, 2018
2. Poecilimon ciplaki Kaya, 2018
3. Poecilimon isozonatus Kaya, 2018
4. Poecilimon salmani Sevgili, 2018
5. Poecilimon tauricola Ramme, 1951
6. Poecilimon varicornis (Haan, 1843)
7. Poecilimon variicercis Miram, 1938
8. Poecilimon vodnensis Karaman, 1958
9. Poecilimon zonatus Bolívar, 1899

fajcsoportba nem sorolt
1. Poecilimon brunneri (Frivaldszky, 1868) - Brunner-pókszöcske
2. Poecilimon chostae Stshelkanovtzev, 1935
3. Poecilimon distinctus Stshelkanovtzev, 1910
4. Poecilimon flavescens (Herrich-Schäffer, 1838)
5. Poecilimon fussii Fieber, 1878 - Fuss-pókszöcske
6. Poecilimon guichardi Karabag, 1964
7. Poecilimon hadjisarandou Werner, 1938
8. Poecilimon lateralis (Fieber, 1853)
9. Poecilimon macedonicus Ramme, 1926
10. Poecilimon neglectus Ramme, 1931
11. Poecilimon nivalis Chobanov, 2023
12. Poecilimon pechevi Andreeva, 1978
13. Poecilimon schmidtii (Fieber, 1853) - Schmidt-pókszöcske
14. Poecilimon stschelkanovzevi Tarbinsky, 1932
15. Poecilimon thoracicus (Fieber, 1853)
16. Poecilimon ukrainicus Bey-Bienko, 1951
17. Poecilimon zwicki Ramme, 1939

## Fordítás
- Ez a szócikk részben vagy egészben  a   Poecilimon című angol Wikipédia-szócikk ezen változatának fordításán alapul.  Az eredeti cikk szerkesztőit annak laptörténete sorolja fel. Ez a jelzés csupán a megfogalmazás eredetét és a szerzői jogokat jelzi, nem szolgál a cikkben szereplő információk forrásmegjelöléseként.